# Guerras romano-etruscas

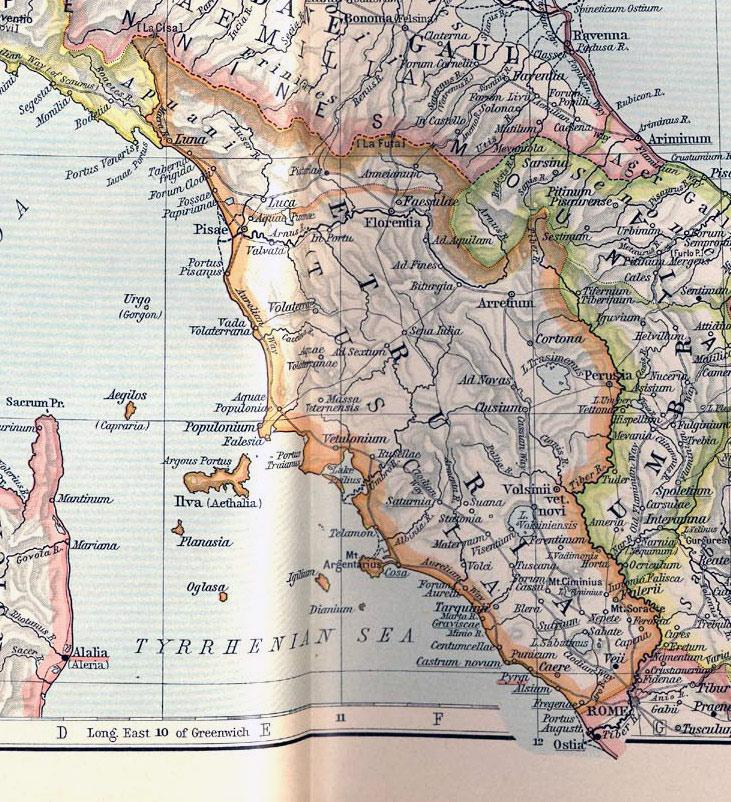
Etrúria, a terra ancestral dos etruscos. Roma está no canto inferior direito.

As guerras romano-etruscas foram uma série de guerras travadas entre o Reino de Roma e seu estado sucessor, a República Romana, e os etruscos desde os primeiros momentos da história romana. Informações sobre muitas delas são limitadas, especialmente as primeiras e uma parte delas é conhecida apenas por uma única fonte antiga.

## Antes da fundação de Roma

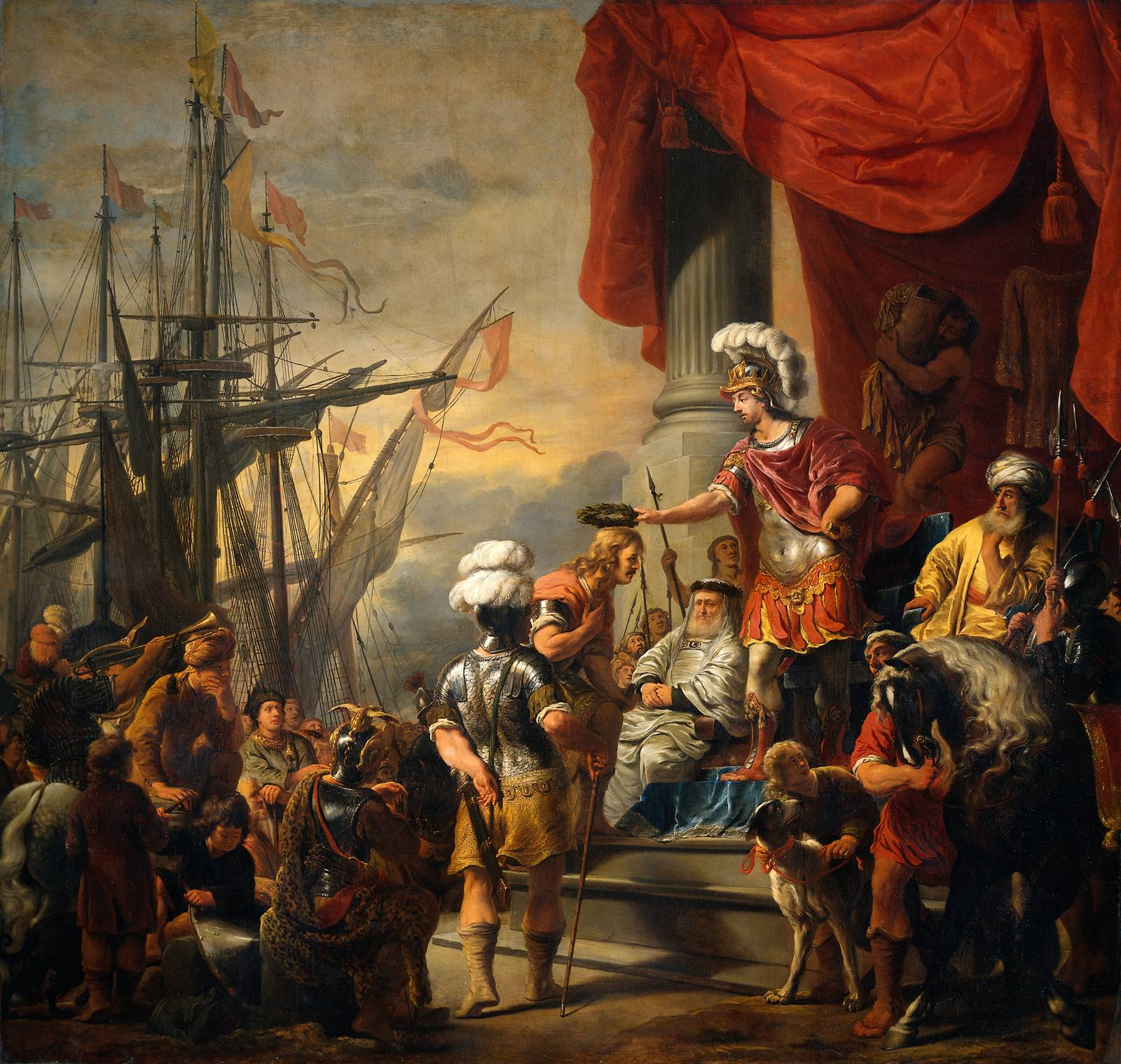
Eneias na corte do rei Latino. A Roma foi fundada como resultado de uma luta de tribos latinas, lideradas por Latino, e sobreviventes de Troia, liderados por Eneias, contra os etruscos.
1661-3. Por Ferdinand Bol, no Rijksmuseum.

De acordo com o mito de fundação de Roma contado por Lívio, os etruscos, liderados pelo rei Mezêncio, se aliaram aos rútulos, do rei Turno, para atacar os latinos e os exilados vindos de Troia, liderados por Latino e Eneias respectivamente. Os latinos e troianos venceram e Turno foi morto em combate. A paz firmada entre eles definiu que o rio Tibre seria a fronteira entre etruscos e latinos dali em diante.

## Guerra contra Fidenas e Veios sob Rômulo
No século VIII a.C., durante o reinado do primeiro rei de Roma, Rômulo, os fidenos, um povo etrusco, decidiram destruir a cidade por considerarem-na uma ameaça e começaram a destruir seu território. Como retaliação, Rômulo marchou até sua capital, Fidenas (em latim: "Fidenae"), e acampou a uma milha de distância. Depois de armar uma emboscada nas moitas vizinhas, o próprio Rômulo levou o resto do exército até o portão da cidade para provocar sua guarnição a atacá-lo. Ao verem uma aparente desordem no exército romano, os fidenos saíram e iniciaram uma perseguição aos romanos, o que os levou direto para a emboscada. As tropas em reserva de Rômulo entraram na luta e empurraram o fidenos de volta ao seu próprio portão, que não pôde ser fechado, o que resultou na captura da cidade pelos romanos.
Os veios ficaram preocupados com a situação de Fidenas, tanto pela proximidade de sua própria capital, Veios (em latim: "Veii"), quanto pelo parentesco entre os dois povos (que eram etruscos) e iniciaram seu próprio ataque ao território romano, retornando logo em seguida com um rico saque. Rômulo e os exército foram em perseguição e conseguiram interceptar os veios em frente às muralhas de Veios. Os romanos venceram e os sobreviventes veios fugiram para dentro da cidade. Os romanos, se forças suficientes para tomar a cidade de assalto, passaram a devastar o território inimigo, forçando os veios a pedir a paz. Um tratado de cem anos foi firmado entre Veios e Roma e uma parte do território veio foi anexado ao romano.
Na segunda guerra contra Fidenas e Veios, no século VII a.C. (abaixo), Lívio descreve Fidenas como uma colônia romana. É possível que seja a que foi fundada no local depois da vitória de Rômulo.

## Segunda guerra contra Fidenas e Veios
No século VII a.C., durante o reinado do terceiro rei, Túlio Hostílio, os fidenos e os veios novamente declararam guerra contra Roma. Segundo Lívio, eles foram incitados por Métio Fufécio, o ditador de Alba Longa, que havia sido derrotado pelos romanos e reduzido a um vassalo de Roma.
Fidenas, que era uma colônia romana, se revoltou abertamente contra Roma. Túlio convocou Métio e seu exército de Alba Longa e os dois exércitos marcharam para lá. O exército conjunto cruzou o rio Ânio e acampou perto da confluência entre ele e o Tibre. O exército veio cruzou também o Tibre e se juntou ao de Fidenas, formando a linha de combate perto do rio, com os veios perto da margem e os Fidenas mais perto das montanhas. O exército romano-albano se formou em frente, com os romanos de frente para os veios e os albanos, dos fidenos.
A batalha começou e Métio liderou suas tropas vagarosamente em direção às montanhas com a intenção clara de desertar. Túlio conclamou suas tropas, afirmando que o exército albano estava se movendo de acordo com suas ordens. Os fidenos, que entendiam o latim, ouviram o que Túlio gritou sobre os albanos e ficou temeroso em ter um exército albano atacando sua retaguarda. Por causa disso, abandonaram o campo de batalha. Os veios, sozinhos, foram completamente destruídos.

## Guerra contra Veios e os etruscos na época de Sérvio Túlio
No século VI a.C., segundo Lívio, o sexto rei de Roma, Sérvio Túlio, foi à guerra contra Veios (depois que uma trégua anterior se expirou) e contra os etruscos. Pouco se sabe desta guerra, exceto que o rei ficou famoso por seu valor e boa sorte, que ele destruiu um grande exército de etruscos e veios e que esta guerra ajudou a consolidar sua posição em Roma, uma vez que ele havia acabado de assumir o trono. Segundo os Fastos Triunfais, Sérvio celebrou três triunfos contra os etruscos, em 25 de novembro de 571 a.C., 25 de maio de 567 a.C. e numa terceira data não legível.
Lívio relata ainda que, durante o reinado do sucesso de Sérvio, Tarquínio Soberbo, Roma renovou um tratado com os etruscos, mas não é claro qual tratado anterior seria esse.

## Guerra contra Veios e Tarquinia

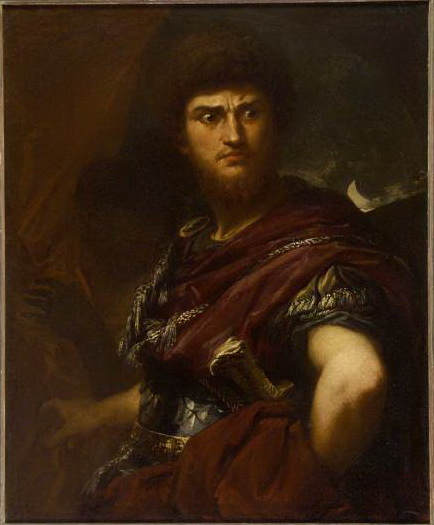
Tarquínio Soberbo, o último rei de Roma. De origem etrusca, Tarquínio foi o responsável por algumas das primeiras guerras contra os etruscos enfrentadas pela República Romana.
1560-9. Por Livio Mehus, na Galleria Palatina, em Florença.

Em 509 a.C., a monarquia romana foi derrubada e a República Romana foi fundada com a eleição dos dois primeiros cônsules. O rei deposto, Lúcio Tarquínio Soberbo, cuja família era originária de Tarquinia (em latim: "Tarqunii"), na Etrúria, conseguiu o apoio de Veios e Tarquinia, lembrando à primeira suas várias derrotas e perdas territoriais para Roma e à segunda, seus laços familiares. Os exércitos combinados seguiram Tarquínio para a guerra, mas foram derrotados pelo exército romano na Batalha de Silva Arsia. O cônsul Públio Valério Publícola juntou os espólios dos etruscos derrotados e, de volta a Roma, celebrou seu triunfo em 1 de março de 509 a.C.
Lívio conta ainda que, ainda em 509 a.C., Valério retomou a luta contra os veios. Não se sabe se esta luta foi uma continuação de Silva Arsia ou uma nova guerra. É incerto também o resultado desta disputa.

## Guerra contra Clúsio (508 a.C.)
Tarquínio, depois de fracassar em sua tentativa de recuperar o trono com a ajuda de Veios e Tarquinia, buscou em seguida a ajuda de Lars Porsena, rei de Clúsio, em 508 a.C., na época uma poderosa cidade etrusca.
O Senado Romano, soube da aproximação do exército de Porsena e temia que o povo de Roma, por medo, deixasse que o exército inimigo entrar na cidade. Por isso, os senadores tomaram uma série de medidas para aumentar a confiança da população, incluindo a compra de cereais de Volsci e de Cumas, a estatização das licenças para venda de sal (que era caro) e posterior isenção das classes mais baixas do pagamento de impostos e taxas portuárias. As medidas surtiram o efeito desejado e a população rapidamente se voltou contra o inimigo.
Porsena atacou Roma em seguida. Conforme suas tropas seguiam em direção à Ponte Sublício, uma das pontes que cruzavam o Tibre em direção a Roma, Públio Horácio Cocles correu para impedir que o inimigo fizesse a travessia, dando aos romanos tempo suficiente para destruí-la. A ele se juntaram Tito Hermínio Aquilino e Espúrio Lárcio. Hermínio e Lárcio recuaram quando a ponte estava quase destruída e Horácio esperou até que ela desabasse e só então voltou, nadando sob fogo inimigo, até seus companheiros. Uma estátua foi erigida em homenagem a Horácio no Comitium e ele recebeu terras às custas do estado e diversas condecorações pelo heroísmo.
Como o ataque não teve sucesso, Porsena determinou que Roma fosse cercada. Uma guarnição foi postada no Janículo e bloqueou todo o transporte pelo rio enquanto raides devastaram toda a zona rural romana.
Durante o cerco de Roma, o cônsul Valério atraiu um destacamento do exército de Clúsio com uma manada de bois levada através do Porta Esquilina. Tito Hermínio recebeu ordens de esperar ao longo da Via Gabiana, a duas milhas de Roma. Espúrio Lárcio, por sua vez, foi postado no interior da Porta Colina; o cônsul Tito Lucrécio Tricipitino esperou com suas tropas na Porta Névia. O próprio Valério se posicionou no sopé do monte Célio. A armadilha foi um sucesso e o destacamento clúsio foi aniquilado.
Mas isto não foi suficiente para levantar o cerco. Com a aprovação do Senado, um jovem romano chamado Caio Múcio conseguiu entrar sorrateiramente no acampamento etrusco para assassinar Porsena. Porém, quando ele chegou perto do rei, não conseguiu diferenciá-lo de um secretário, que acabou assassinando por engano. Múcio foi capturado pelos etruscos e levado até Porsena. Ele declarou abertamente sua identidade e suas intenções ao rei inimigo e afirmou que ele não era nada além de o primeiro numa linha de 300 jovens romanos que tentariam novamente matá-lo. Para provar seu valor, Múcio colocou sua mão numa das fogueiras do acampamento etrusco, ganhando para si e para seus descendentes o cognome "Cévola" (em latim: "Scaevola"). Ele também foi recompensado com terras aráveis na margem direita do Tibre, uma região que depois ficou conhecida como "Mucia Prata" ("Campos Mucianos"). Porsena, chocado com a bravura do jovem, libertou-o e permitiu que ele voltasse a Roma.
Neste ponto, segundo Livio, Porsena enviou embaixadores a Roma para oferecer a paz e os termos foram negociados. Porsena exigiu que o trono fosse devolvido a Tarquínio, mas os romanos recusaram. Porém, os romanos concordaram em devolver as terras anexadas de Veios nas guerras anteriores e em entregar reféns em troca da retirada da guarnição etrusca do Janículo. A paz foi firmada e os reféns seguiram para Clúsio com Porsena. Entre eles estava uma jovem chamada Clélia (em latim: "Cloelia"), que fugiu do acampamento etrusco liderando um grupo de virgens romanas. Porsena exigiu que ela fosse devolvida e os romanos consentiram. Quando ela voltou, porém, Porsena, impressionado por sua bravura, permitiu que ela escolhesse metade dos reféns remanescentes para serem libertados. Ela selecionou dentre eles os mais jovens garotos. Os romanos, agradecidos, a homenagearam com a rara honra de uma estátua no alto da Via Sacra, mostrando Clélia montada num cavalo como se ela fosse uma equestre.
Lívio conta que, no seu tempo, leilões públicos de bens em Roma eram tradicionalmente chamados de "vender os bens do rei Porsena" e que esta tradição de alguma forma estava ligada à guerra contra Clúsio. Ele conclui que a história provavelmente teria se originado nos presentes deixados aos romanos (suas provisões para o cerco) quando Porsena se retirou. Ele também conta que, depois da guerra, diversos soldados etruscos voltaram para Roma em busca de refúgio depois da Guerra entre Clúsio e Arícia e que vários deles passaram a viver em Roma numa região que ficou conhecida como Vicus Tuscus.
No ano seguinte, Porsena novamente enviou embaixadores ao Senado Romano exigindo que o trono fosse devolvido a Tarquínio. Legados foram enviados de volta a Porsena para dizer-lhe que os romanos jamais readmitiriam Tarquínio e que Porsena deveria, por respeito, cessar este tipo de pedido. Porsena concordou e pediu a Tarquínio que continuasse seu exílio em outra cidade. Ele também devolveu os reféns romanos e as terras veias que haviam sido retiradas dos romanos no tratado do ano anterior.
Embora os antigos romanos acreditassem que o cerco tenha sido um evento histórico, os historiadores modernos acreditam que esta guerra seja, pelo menos em parte, um evento mítico.

## Guerra entre Roma e os sabinos em 505-504 a.C.
Em 505-505 a.C. houve uma guerra entre Roma e os sabinos. Embora Lívio não mencione o envolvimento dos etruscos, os Fastos Triunfais relatam que o cônsul Públio Valério Publícola celebrou um triunfo sobre eles e os veios em maio de 504 a.C.

## Guerras contra de Veios

### Guerra fabiana contra Veios em 483-476 a.C.
Entre 483 e 476 a.C., os veios travaram uma guerra contra Roma com a ajuda de auxiliares de todas as cidades etruscas. Do lado romano, os membros da gente Fábia se destacaram e a guerra tornou-se quase uma disputa familiar contra Veios. Roma venceu a guerra segundo Lívio.
Ele sugere que, no primeiro ano da guerra, os romanos prestaram pouca atenção a ela, pois estavam distraídos por assuntos internos. Porém, o exército veio invadiu o território romano no ano seguinte (482 a.C.) e passou a saqueá-lo. Lívio também afirma que veios ameaçaram cercar Roma no ano seguinte, mas o comando do exército romano foi entregue ao cônsul Espúrio Fúrio Medulino Fuso e nada de notável aconteceu naquele ano.

### Conquista de Fidenas (438–425 a.C.)
Em 426 a.C., também como consequência da vitória de veios contra o exército romano dos tribunos militares Tito Quíncio Peno Cincinato, Caio Fúrio Pácilo Fuso e Marco Postúmio Albino Regilense, no início de 437 a.C., Fidenas iniciou um novo conflito contra Roma, assassinando todos os colonos romanos assentados em seu território. Os fidenos se aliaram aos veios e foi travada uma segunda Batalha de Fidenas em 426 a.C., perto dos muros da cidade. A batalha foi muito dura, mas os romanos conseguiram vencer, capturando a cidade e vendendo todos os seus habitantes como escravos.

### Conquista de Veios (406–396 a.C.)
Em 396 a.C., depois de um cerco de uma década, Roma conquistou Veios, estendendo sua influência a toda a Etrúria meridional. A liderança desta última guerra foi do ditador Marco Fúrio Camilo, que, depois de uma dura batalha, conquistou a cidade e anexou-a ao território romano.

## Combates em Sútrio, Nepete e perto de Tarquinia entre 389 e 386 a.C.

### Narrativas antigas

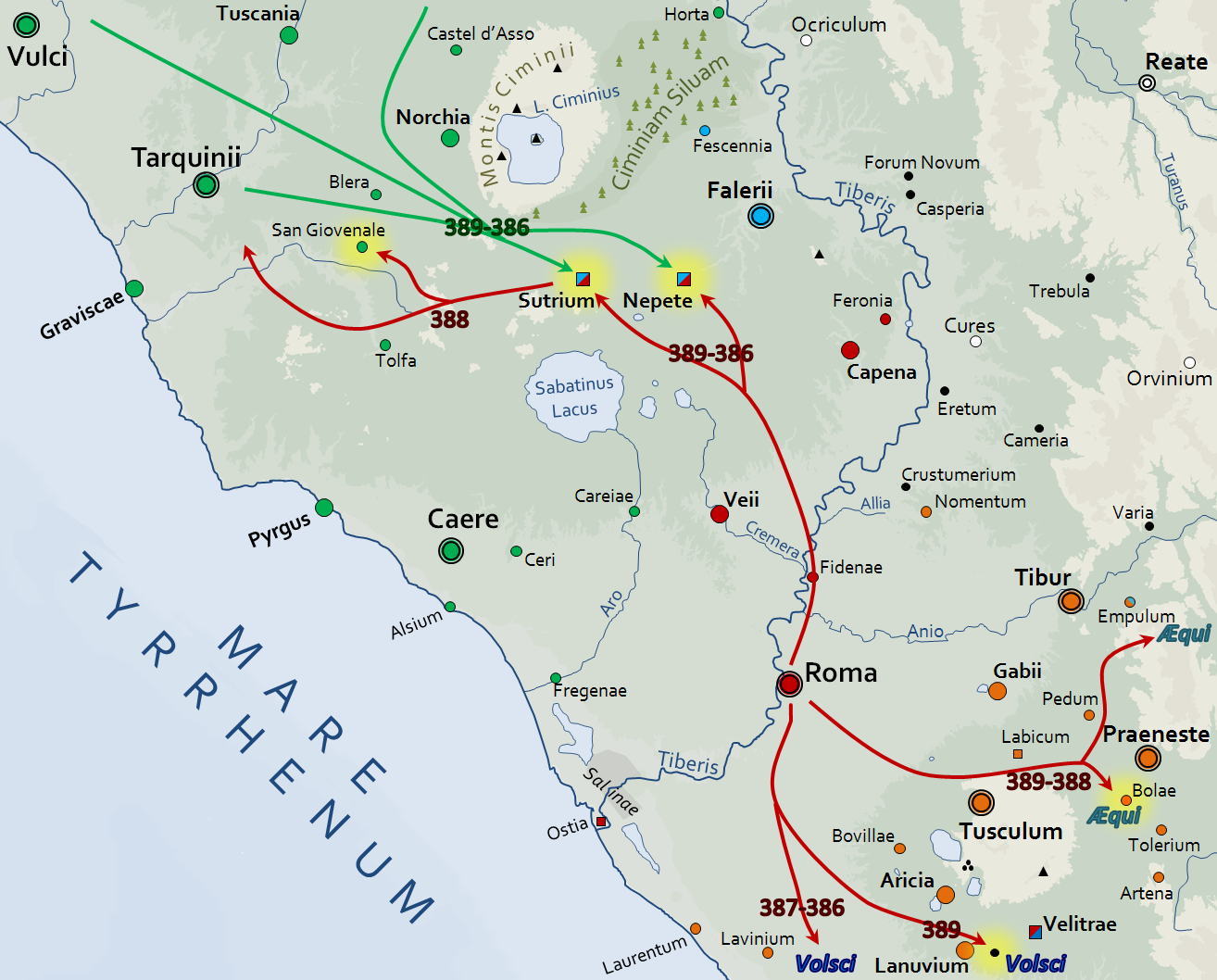
Mapa das campanhas romano-etruscas na década de 380 a.C..

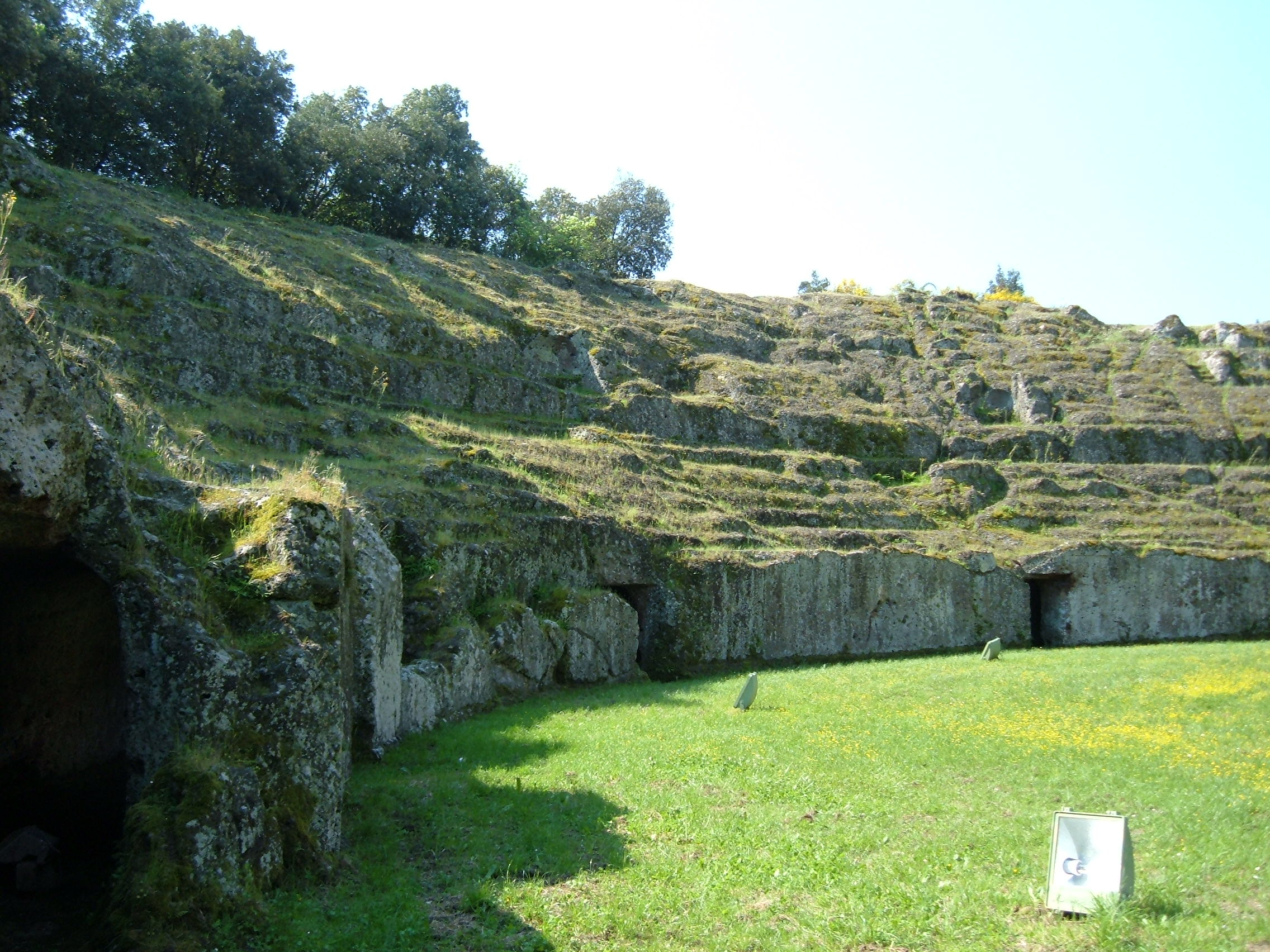
Anfiteatro de Sútrio.

Em 390 a.C., um bando gaulês derrotou pela primeira vez o exército romano na Batalha do Ália e saqueou Roma no ano seguinte. Os escritores antigos relatam que, em 389 a.C., os etruscos, os volscos e os équos juntaram seus exércitos numa tentativa de se aproveitar do caos em Roma. Segundo Lívio, líderes de toda a Etrúria se reuniram no santuário sagrado de Voltumna para formar uma aliança contra Roma. Cercados por ameaças de todos os lados, os romanos nomearam Marco Fúrio Camilo ditador. Camilo marchou primeiro contra os volscos, deixando, segundo Lívio, uma força sob o comando do tribuno consular Lúcio Emílio Mamercino no território veio para protegê-lo dos etruscos. No decorrer da campanha, Camilo infligiu derrotas acachapantes aos volscos e équos e pôde finalmente se voltar para os etruscos.
Lívio, Plutarco e, de forma mais sucinta, Diodoro Sículo narram a guerra entre romanos e etruscos de maneira muito similar. Enquanto Camilo estava fora lutando contra os volscos, os etruscos cercaram a cidade de Sútrio, aliada de Roma. Os sutrianos foram até Roma pedir a ajuda e Camilo, tendo derrotado volscos e équos, marchou para libertá-la, mas, antes que a ajuda pudesse chegar, a cidade foi forçada a se render na condição de que seus habitantes abandonassem suas armas e apenas com a roupa do corpo. Encontrando os sutrianos exilados no mesmo dia, Camilo ordenou deixou para trás sua caravana de bagagem e marchou rapidamente até Sútrio, onde encontrou o inimigo anda disperso e ocupado com o saque da cidade. Camilo ordenou que todos os portões fossem fechados e atacou antes que os etruscos pudessem concentrar suas forças. Os etruscos, agora presos, tentaram primeiro lutar, mas quando souberam que suas vidas poderiam ser poupadas, se renderam em grandes números. Sútrio obteve assim a distinção de ter sido capturada duas vezes no mesmo dia. Lívio fornece um relato da quantidade de espólios tomados. Tendo vencido três guerras simultâneas, Camilo voltou a Roma em triunfo. Os prisioneiros etruscos foram vendidos publicamente e, depois que o ouro devido às matronas romanas foi pago (elas havia contribuído com o resgate pago por Roma aos gauleses), sobrou o suficiente para moldar três bacias douradas inscritas com o nome de Camilo e colocadas no Templo de Júpiter Ótimo Máximo perante os pés da estátua de Juno.
Lívio é a única fonte escrita para os anos seguintes. Ele conta que, em 388 a.C., um exército romano invadiu o território de Tarquinia e capturou as cidades de Cortuosa e Contenebra. A primeira foi tomada de surpresa e caiu no primeiro assalto. Em Contenebra, uma pequena guarnição tentou resistir, mas sucumbiu depois de alguns dias.
Em 387 a.C., rumores surgiram em Roma de que a Etrúria havia se armado e os romanos novamente se voltaram a Camilo, que era um dos seis tribunos consulares eleitos para o ano de 386 a.C.. Porém, Camilo foi distraído por notícias de que os volscos haviam invadido o território de um aliado romano. Com Camilo ocupado, os etruscos atacaram as fortalezas fronteiriças de Nepete e Sútrio. Porém, Camilo rapidamente derrotou os volscos e um segundo exército foi formado em Roma. Camilo e seu colega, Públio Valério Potito Publícola receberam o comando deste segundo exército e a guerra contra os etruscos. Quando Camilo e Valério chegaram em Sútrio, os etruscos já haviam tomado meia cidade e os sutrianos estavam desesperadamente defendendo o resto numa luta urbana. Camilo dividiu seu exército em dois e ordenou que seu colega atacasse a muralha do lado dominado pelo inimigo. Atacado tanto de dentro quanto de fora da cidade, os etruscos fugiram em pânico e foram mortos em grandes números. Tendo recapturado Sútrio, os romanos marcharam para Nepete, que já tinha se rendido aos etruscos depois da traição de um de seus próprios cidadãos. Camilo primeiro tentou convencer os nepetinos a expulsarem os etruscos. Quando eles se recusaram, ele capturou a cidade. Todos os etruscos e todos os que os defenderam foram executados e uma guarnição romana foi deixada para protegê-la. Depois da vitória, nenhum outro conflito foi relatado entre etruscos e romanos até 358 a.C., quando Roma novamente entrou em guerra contra Tarquinia.

### Interpretações modernas
As fontes frequentemente se referem a encontros da Liga Etrusca no templo sagrado de Voltumna. A liga ainda existia no Império Romano, quando relata-se um encontro perto de Volsínios, que pode ter sido o local de um outro encontro no século IV. Porém, historiadores modernos consideram que a Liga Etrusca era nada mais do que uma organização religiosa dedicada à celebração dos rituais comuns a todos os etruscos e não uma aliança militar. Os registros romanos e outras fontes parecem descrever uma Etrúria desunida, dividida entre diversas cidades-estado rivais. Referências a uma Etrúria unida contra Roma devem ser, portanto, consideradas como não históricas. Os registros romanos originais provavelmente afirmavam que teria havido combates contra os "etruscos", sem especificar a cidade. Historiadores posteriores teriam então expandido a partir daí com o objetivo de incluir toda a Etrúria, incluindo encontros plausíveis, mas fictícios, da Liga Etrusca.
As muitas similaridades entre os relatos das campanhas de 389 e 386 a.C. — a liderança de Camilo, a vitória sobre os volscos e a marcha para ajudar Sútrio — tem feito com que diversos autores modernos considerem o relato duplicado. Este foi o ponto de vista de Beloch, que defende que o saque dos gauleses teve um efeito severo e duradouro efeito no destino de Roma. Da mesma forma, as incríveis vitórias de Camilo contra etruscos e volscos logo depois devem ser invenções projetadas para minimizar a escala da derrota romana. Diferentes escritores posteriores então trataram estas vitórias inventadas de maneiras diferentes, datando-as em anos diferentes e com diferentes níveis de detalhe, até que, na obra de Lívio, elas emergiram como eventos separados, mas, em última instância, não históricos.
Cornell (1995) acredita que o saque gaulês de Roma foi um revés do qual a cidade rapidamente se recuperou e enxerga as vitórias romanas posteriores como a continuação de uma agressiva política expansionista iniciada em na década de 420. Os relatos destas vitórias foram exagerados e elaborados (e, alguns casos, duplicados), mas descrevem essencialmente eventos históricos que se encaixam nesta imagem mais ampla de uma expansão romana. Enquanto o papel de Camilo certamente foi exagerado, a frequência com que ele aparece revelam a importância política que ele tinha para Roma na época.
Oakley (1997) considera que os relatos de uma vitória romana contra os etruscos em 389 a.C. sejam históricos, embora todos os detalhes além do fato puro de que Sútrio foi libertada com sucesso tenham sido provavelmente inventados. Com exceção do pagamento do ouro às matronas, a descrição de Lívio do triunfo de Camilo em 389 a.C. pode ter sido baseada em informações autênticas, o que ajudaria a confirmar a guerra em 389 a.C. Ele também acredita que a campanha de 386 a.C. pode ser também histórica, embora com alguns detalhes transplantados de 389 a.C.. Uma grande vitória de Camilo neste ano explicaria por que nenhuma outra guerra foi relatada na fronteira romano-etrusca até 358 a.C.
Forsythe (2005) adota uma postura mais cética e acredita que apenas as três bacias de ouro dedicadas por Camilo a Juno sejam históricas. A partir disto, os escritores antigos teriam inventado uma série de vitórias relâmpago contra os inimigos tradicionais de Roma na época de Camilo, os etruscos, os équos e os volscos, e as dataram no ano seguinte ao saque gaulês, uma época na qual Roma supostamente estaria cercada por inimigos de todos os lados.
O relato de Lívio da captura de Cortuosa e Contenebra em 388 a.C. recebeu muito menos ceticismo do que as campanhas de 389 e 386 a.C.. Nenhum outro registro destas duas cidades sobreviveu e não se sabe onde ficavam. Como haveria pouco incentivo para os escritores antigos inventarem a captura de vilas obscuras, os historiadores modernos tendem a considerar que a menção destes locais, desconhecidos, como tendo sido baseada em registros genuínos. Escavações na moderna cidade de San Giovenale, perto de Tarquinia, revelaram um assentamento fundado por volta de 650 a.C. e destruído no início do século IV a.C.. Apesar de a identificação do local como Cortuosa ou Contenebra não possa ser confirmada, é razoável atribuir sua destruição a campanha descrita por Lívio em 388 a.C.

## Guerra contra Tarquinia, Falérios e Cere entre 359 e 351 a.C.
Como nos casos anteriores, Lívio é o único que apresenta uma narrativa completa desta guerra. Partes de seu relato são corroborados por Diodoro Sículo e pelos Fastos Triunfais.

### Narrativas antigas

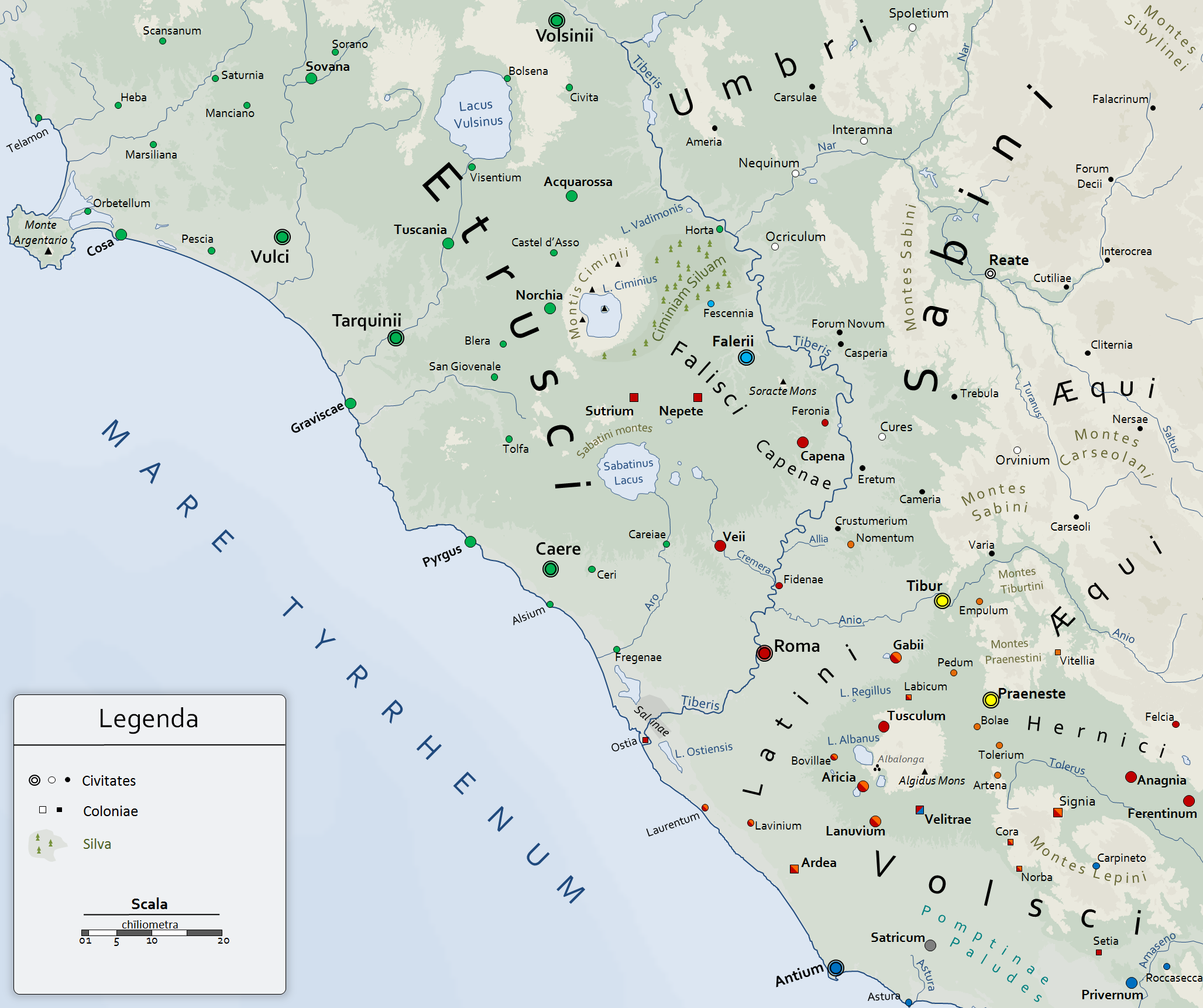
Mapa das campanhas romano-etruscas na década de 350 a.C..

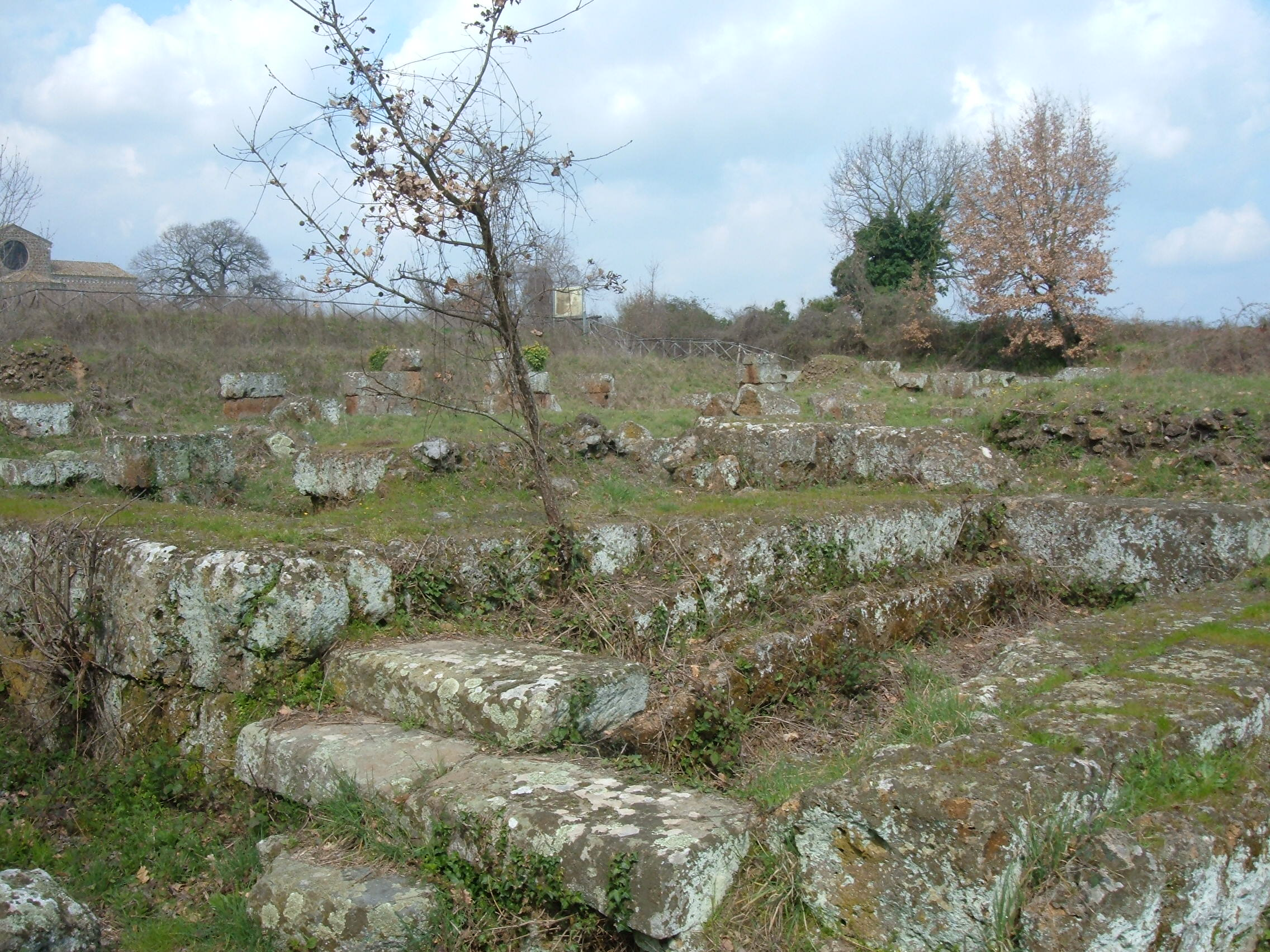
Ruínas de Falérios.

Lívio escreve que, em 358 a.C., Roma declarou guerra contra Tarquinia depois que forças desta cidade atacaram o território romano. O cônsul Caio Fábio Ambusto foi nomeado para liderar a campanha. Porém, os tarquinenses derrotaram Fábio e sacrificaram 307 prisioneiros de guerra romanos. No ano seguinte, Roma também declarou guerra contra os faliscos, que haviam lutado com os tarquinenses e se recusaram a entregar os desertores romanos que fugiram para sua capital, Falérios, depois da derrota.
Esta campanha foi entregue aos cuidados do cônsul Cneu Mânlio Capitolino Imperioso, que conseguiu nada além de reunir seu exército num acampamento perto de Sútrio e, em assembleia, passar uma lei taxando a manumissão dos escravos. Preocupados com o precedente que poderia ser criado, os tribunos da plebe transformaram em pena capital a reunião de uma assembleia fora do local habitual. Diodoro Sículo acrescenta que nada de importante ocorreu durante a guerra contra os faliscos, exceto raides e saques.
Segundo Lívio, em 356 a.C., o cônsul Marco Fábio Ambusto comandou os romanos contra os faliscos e tarquinenses. O exército etrusco contava com sacerdotes com cobras e tochas e, a princípio, a visão deles fez com que muitos romanos fugissem de volta para suas trincheiras, mas o cônsul os obrigou a retomarem suas posições. Os etruscos foram derrotados e seu acampamento, capturado, o que fez com que toda a Etrúria se levantasse, sob o comando de tarquinenses e faliscos, para marchar contra as salinas romanas. Pegos de surpresa, os romanos nomearam Caio Márcio Rutilo como ditador, a primeira vez que um plebeu assumiu o posto. Márcio cruzou o Tibre utilizando balsas e, depois de capturar um bando de saqueadores etruscos, capturou um acampamento inimigo de surpresa e conseguiu fazer 8 000 prisioneiros depois de matar ou expulsar os demais do território romano. O povo de Roma resolveu oferecer a Márcio um triunfo, mas ele não foi confirmado pelo Senado, uma informação confirmada pelos Fastos Triunfais, que relatam "C. Marcius Rutilus", ditador, triunfou sobre os etruscos em 6 de maio. Segundo Sículo, os etruscos pilharam todo o território romano, chegando até o Tibre antes de retornarem para casa.
Segundo alguns escritores consultados por Lívio, em 355 a.C., o cônsul Caio Sulpício Pético teria atacado o território de Tarquinia, mas outros escreveram que ele comandou, com seu colega, Marco Valério Publícola, uma campanha contra os tiburtinos. No ano seguinte, os romanos forçaram os tarquinenses a se renderem depois de matarem um grande número deles em combate. Os prisioneiros foram todos executados, com exceção de 358 nobres, que foram enviados a Roma para serem flagelados e decapitados no Fórum Romano em retaliação aos romanos sacrificados pelos tarquinenses em 358 a.C. Segundo Diodoro Sículo, apenas 260 foram sacrificados no Fórum.
Lívio é a única fonte para os anos finais da guerra. Em 353 a.C., rumores chegaram a Roma que o povo Cere havia se aliado a Tarquinia. As notícias se confirmaram quando o cônsul Caio Sulpício Pético, que estava arrasando o território tarquinense, relatou que as salinas romanas haviam sido atacadas. Parte do saque havia sido enviada a Cere e, sem dúvida, alguns dos atacantes era de lá. Por conta disto, os romanos nomearam Tito Mânlio Torquato ditador e declarou guerra. Os cerenses, arrependidos de seus atos, enviaram embaixadores a Roma para implorar pela paz. Tendo em vista a antiga amizade entre as duas cidades, o romanos concederam a eles uma trégua de cem anos e se voltaram aos faliscos, mas nenhum exército inimigo foi encontrado e o exército romano voltou para casa depois de arrasar o território de Falérios, mas sem tentar tomar a cidade.
Em 352 a.C., novamente por causa de rumores, desta vez sem base, de que as doze cidades da Etrúria haviam se aliado contra Roma, os romanos resolveram novamente nomear um ditador. Caio Júlio Julo foi nomeado pelos cônsules, que estavam em campanha e não na cidade, como era usual. No ano seguinte, o ano final da guerra, o cônsul Tito Quíncio Peno Crispino novamente realizou uma campanha contra os faliscos enquanto seu colega, Caio Sulpício Pético, atacou Tarquinia. Não houve nenhuma batalha, mas faliscos e tarquinenses, cansados da guerra e com seus territórios destruídos pela guerra, pediram a paz. Os romanos concederam às duas quarenta anos de trégua.

### Interpretações modernas
Historiadores modernos aceitam como histórico a narrativa básica da guerra, mas a historicidade de muitos eventos individuais tem sido disputada. Lívio, como sempre, afirma que uma agressão pelos inimigos de Roma teria sido a causa da guerra, o que, neste caso, pode ser verdade. Roma na época já estava envolvida numa guerra muito séria contra Tibur e contra os invasores gauleses. Os objetivos de Tarquinia na guerra eram agressivos: retirar o controle do baixo Tibre de Roma. Cere aparece nesta narrativa como subserviente a Tarquinia. Falérios pode ter tido como objetivo recuperar os territórios perdidos para Roma quarenta anos antes.
Alguns estudiosos consideram que o sacrifício de 307 prisioneiros de guerra como outra versão da lendária Batalha de Cremera, na qual 306 homens da gente Fábia teriam sido mortos em combate contra os etruscos. Outros autores compararam o relato com representações de gladiadores e execuções de prisioneiros na arte etrusca. Os sacerdotes com cobras e tochas podem ser invenções, mas também podem ser algum rito mágico etrusco que Lívio e suas fontes não compreenderam.
Enquanto Beloch rejeita completamente a ditadura de Márcio Rutilo, Oakley (1998) acredita ser improvável que a primeira ditadura plebeia tenha sido inventada. Historiadores romanos parecem ter inventado muitos relatos de baixas, mas também parecem ter tido acesso a registros oficiais do século IV a.C. de inimigos mortos e capturados. O relato dos 8 000 etruscos mortos em 356 a.C. pode, da mesma forma, ter origem nestes registros antigos. Contudo, estes números são notoriamente propensos a exageros, tanto pelos comandantes quanto pelos historiadores. Forsythe (2005) propôs esta campanha no contexto da fundação de Óstia, o porto marítimo de Roma. A história tradicionalmente atribui a fundação da cidade ao quarto rei, Anco Márcio (r. 640-616 a.C.), porém os mais antigos achados arqueológicos no local são de meados do século IV a.C.. Proteger a costa e a foz do Tibre de ataques tarquinenses daria um excelente motivo para a fundação de uma colônia no local e os historiadores antigos podem ter confundido o ditador Márcio Rutilo com o rei Anco Márcio.
Flagelação seguida de decapitação era uma prática romana comum e este detalhe pode ser apenas uma invenção plausível por um analista posterior. Alguns historiadores acreditam que Cere se tornou uma "civitas sine suffragio" em 353 a.C., uma teoria rejeitada por Oakley (1998), que acredita que isto ocorreu apenas em 274-3 a.C. Caio Júlio Julo, ditador em 352 a.C., é completamente desconhecido e isto, além de algumas peculiaridades de sua nomeação podem atestar pela historicidade de sua ditadura. Tréguas limitadas temporalmente não eram mais utilizadas no período final da República Romana e é improvável que elas tenha sido inventadas, o que provê uma data segura para o final desta guerra. Como sempre, Lívio retrata Roma vitoriosa, mas com a guerra dominada por raides e sem registros de nenhuma cidade atacada, é possível que tenha sido uma guerra bastante limitada. Roma certamente ainda não estava, nesta época, pronta para dominar a Etrúria.

#### Últimos suspiros da independência etrusca (311-283 a.C.)

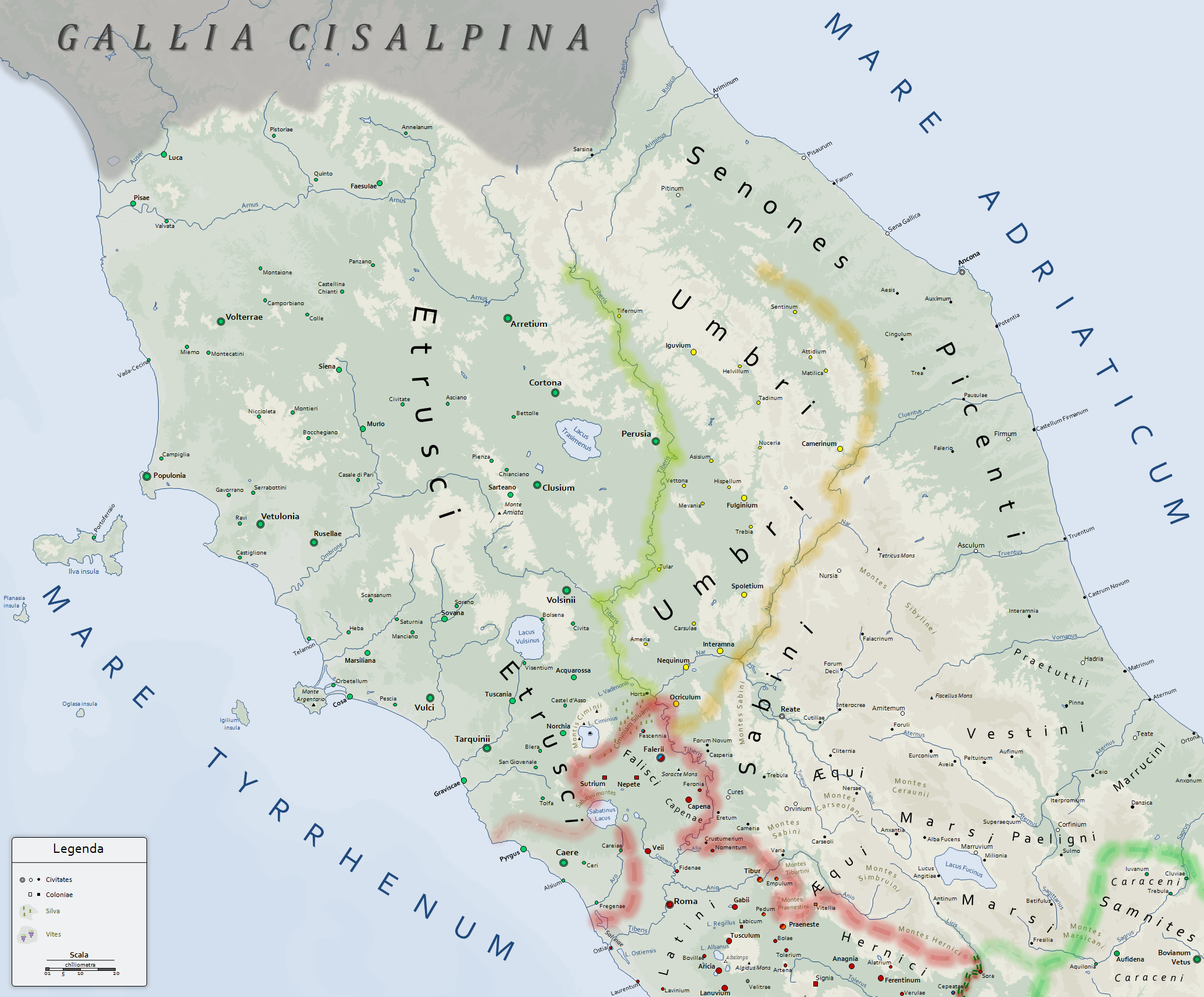
Campanha etrusca entre 311 e 289 a.C..

Por dois séculos, os etruscos, por iniciativa de uma ou outra cidade, resistiram ao expansionismo romano, que com frequência se revelava na quebra de pactos anteriores, como foi o caso do ataque aos volsínios (Orvieto), quando os romanos interromperam uma trégua que era para ser por décadas poucos anos depois de estipulada. Na década de 310 a.C., Quinto Fábio Máximo Ruliano derrotou os etruscos na Batalha do Lago Vadimo e na Batalha de Perúgia.
Em 295 a.C., aliados aos úmbrios e os samnitas, os etruscos foram derrotados pelos romanos na Batalha de Sentino. Em 283 a.C., atendendo a um pedido dos gauleses boios depois da derrota dos sênones no ano anterior, os etruscos foram novamente derrotados novamente no Lago Vadimo.
No decurso de uma poucas décadas, estavam subjugadas a Roma as cidades da moderna região do Lácio, que se aliaram a Roma depois do ataque dos cartagineses liderados por Aníbal. Até mesmo as cidades que foram anexadas ao território romano antes do início do século I a.C. com um "status" particular, depois da Guerra Social (91-88 a.C.), todas perderam a autonomia e receberam a cidadania romana pela Lex Julia de 89 a.C..

## Consequências
A partir do final da era republicana (início do século I a.C.), a romanização da Etrúria já estava praticamente completada. Em 89 a.C., os etruscos e as colônias latinas obtiveram a cidadania romana, mas o período subsequente foi marcado por graves acontecimentos militares: Talamone foi destruída definitivamente e seu porto, localizado provavelmente em Roselle ou Ventulonia, e a destruição de Populônia está registrada nas fontes. As mudanças relatadas no território foram marcadas principalmente pela ruína dos pequenos proprietários e dos assentamentos rurais em favor da grandes villas dos ricos romanos.
Roma foi, no final, a vitoriosa das guerras romano-etruscas. Os etruscos foram assimilados na cultura romana e Roma tornou-se umas das grandes potências do Mediterrâneo, ao lado de gregos e cartagineses. A língua etrusca sobreviveu por mais 300 anos. Mais tarde, na época do imperador romano Augusto, foi constituída a região VII, conhecida como "Regio VII Etruria", uma das onze das regiões da Itália romana.